# Catacantha ferruginea
Catacantha ferruginea är en fjärilsart som beskrevs av Max Wilhelm Karl Draudt 1929. Catacantha ferruginea ingår i släktet Catacantha och familjen påfågelsspinnare. Inga underarter finns listade i Catalogue of Life.